# مانويل انطونيو اورتيز
مانويل انطونيو اورتيز (بالإنجليزية: Manuel Antonio Ortiz)‏ (و. – القرن 19 م) هو سياسي من باراغواي . تولى منصب رئيس الباراغواي (1840–1841) .
| المناصب السياسية                    | المناصب السياسية            | المناصب السياسية      |
| ----------------------------------- | --------------------------- | --------------------- |
| سبقه خوسيه رودريغيز غاسبار دي فرنسا | رئيس الباراغواي 1840 - 1841 | تبعه Juan José Medina |